# Encoelia
Encoelia (Fr.) P. Karst. (orzechówka) – rodzaj grzybów z typu workowców (Ascomycota).

## Systematyka i nazewnictwo
Pozycja w klasyfikacji według Index Fungorum: Cenangiaceae, Helotiales, Leotiomycetidae, Leotiomycetes, Pezizomycotina, Ascomycota, Fungi.
Po raz pierwszy zdiagnozował go w 1822 r. Elias Fries nadając mu nazwę Peziza trib. Encoelia. Obecną, uznaną przez Index Fungorum nazwę nadał mu Petter Adolf Karsten w 1871 r.
Synonimy: Cenangella subgen. Phaeangella Sacc., Peziza trib. Encoelia Fr., Phaeangella (Sacc.) Massee, Phibalis Wallr.

## Gatunki występujące w Polsce
- Encoelia carpini (Rehm) Boud. 1907
- Encoelia furfuracea (Roth) P. Karst. 1871 – orzechówka mączysta

Nazwy naukowe na podstawie Index Fungorum. Wykaz gatunków i nazwy polskie według M.A. Chmiel.